# Woonmaatschappij (Woningcorporatie)
De Woonmaatschappij was een woningcorporatie die in 2006 ontstond door de fusie van Woonmaatschappij Haarlem, Woonmaatschappij Amsterdam, Woonmaatschappij Haarlemmermeer en een beheerstichting met dezelfde naam waar deze drie woningcorporaties al sinds 2002 in samenwerkten.

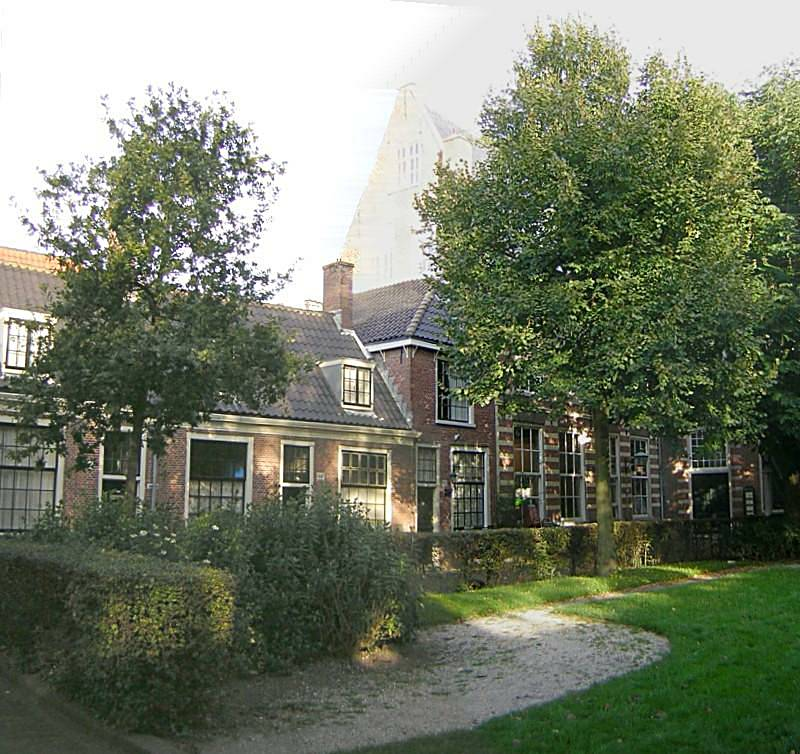
Proveniershof Haarlem, tot 2008 van De Woonmaatschappij, nu verhuurd door Ymere

De stichting beheerde bijna 34.000 verhuureenheden, het merendeel sociale-huurwoningen, maar ook bijvoorbeeld bedrijfsruimtes voor detailhandel en opslag, parkeerplaatsen, vrijesectorhuurwoningen, studentenkamers en plekken in woongroepen.
Het doel van de stichting was volgens de statuten uitsluitend werkzaam te zijn in het belang van de volkshuisvesting in de regio's in en rond Amsterdam, Haarlemmermeer en Haarlem. De voorzitter van de Raad van Bestuur was Roel Steenbeek. De Woonmaatschappij heeft na 2006 minder dan twee jaar bestaan, omdat de corporatie op 1 januari 2008 fuseerde met woningcorporatie Ymere. De fusiecombinatie ging onder deze naam verder.

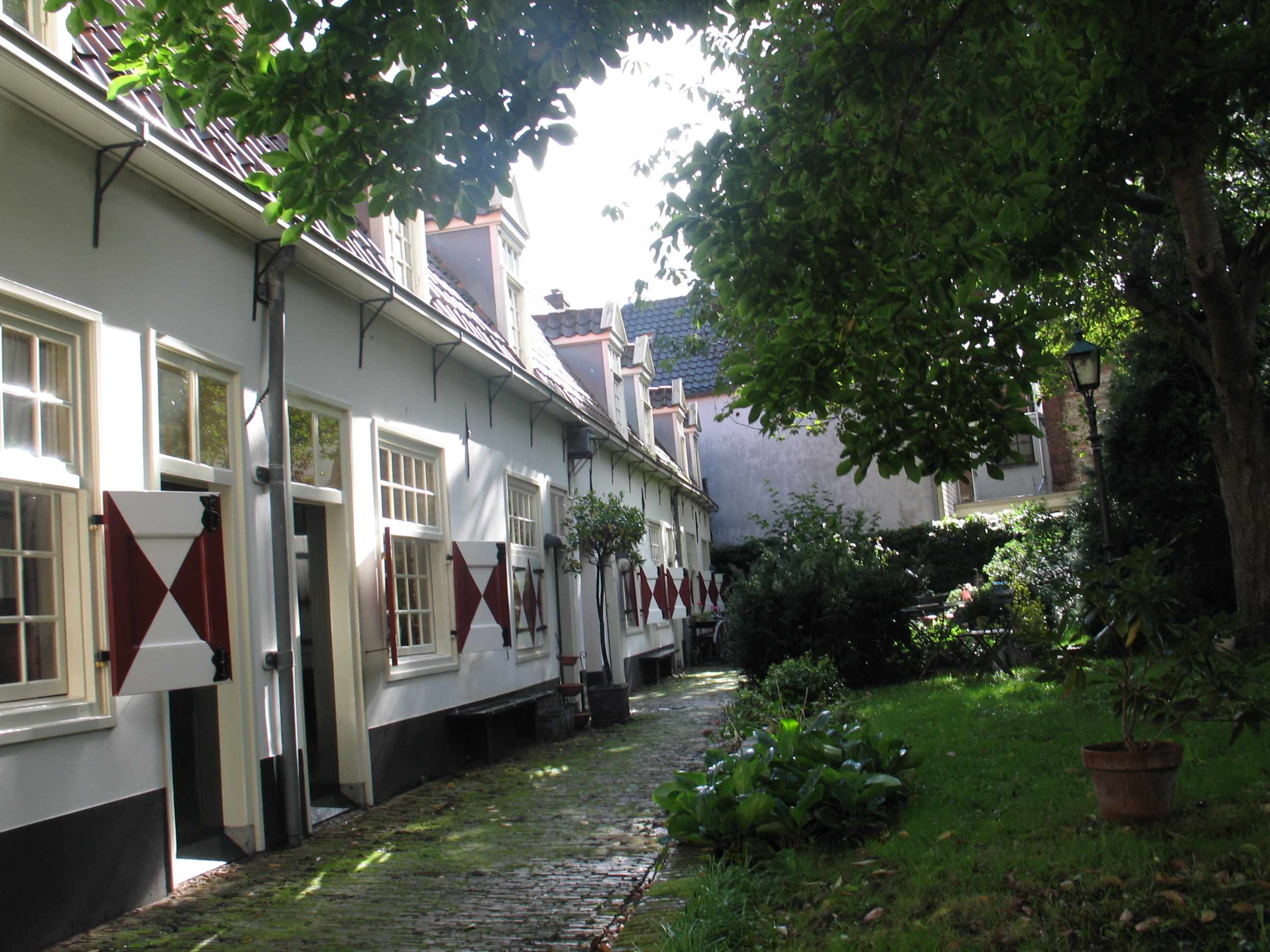
Brouwershofje in Haarlem, tot 2008 van De Woonmaatschappij, nu verhuurd door Ymere

## Geschiedenis
De woningcorporatie-branche kenmerkt zich al jaren door fusies en schaalvergroting van gemeentelijke woningbedrijven, woningstichtingen en woningbouwverenigingen. De aanzet voor een volledige fusie tussen deze drie woningcorporaties werd gegeven in 2002, toen deze drie vergaand gingen samenwerken en allen de naam Woonmaatschappij gingen dragen.

### Woonmaatschappij Haarlem

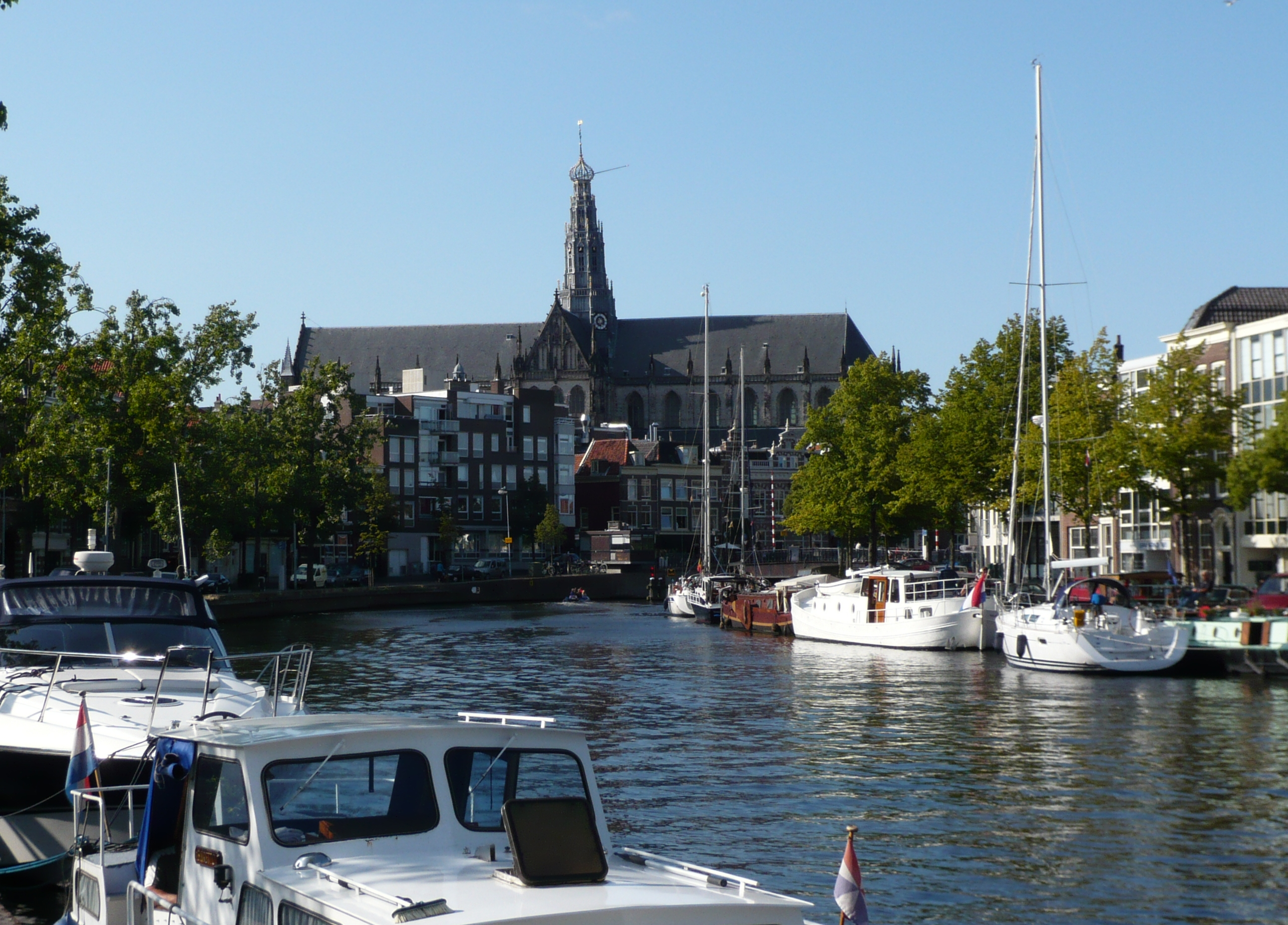
Haarlem

Stichting Woonmaatschappij Haarlem was een nieuwe naam voor de woningcorporatie die in 2002 ontstond bij de fusie van
- Woonmaatschappij 't Sant, een stichting die in december 1992 werd opgericht, waarmee het Gemeentelijk Woningbedrijf Haarlem (anno 1919) verzelfstandigde. Deze stichting, die tot 2000 Woningstichting 't Sant heette, fuseerde met
- Woonmaatschappij De Vonk, dat een voortzetting was van woningbouwvereniging De Vonk, maar dan sinds 1998 in stichtingsvorm. In 1995 bracht ook de gemeente Haarlemmerliede en Spaarnwoude het woningbezit van haar gemeentelijk woningbedrijf onder bij deze vereniging, die in 1990 was ontstaan door de fusie van
  - Rooms-Katholieke Woningbouwvereniging Sint Jozef (opgericht in 1922), met
  - Woningbouwvereniging Sint Bavo. Deze vereniging was in 1974 ontstaan door de fusie van
    - R.K. Woningbouwvereniging op coöperatieve grondslag Sint Bavo (opgericht in 1915), met
    - Vereniging tot verbetering van volkshuisvesting Sint Bavo (opgericht in 1918)

De eerste woningbouwvereniging die in Haarlem erkend werd volgens de bepalingen van de Woningwet, was de Maatschappij tot verbetering der huisvesting der minvermogenden (1896). Deze bouwmaatschappij kocht in stegen krotten op en verving deze door nieuwe arbeiderswoningen. De Maatschappij had na verloop van tijd te kampen met grote leegstand door gebrek aan belangstelling voor de woningen, die de meeste arbeiders niet konden betalen. Het woningbezit ging over op de gemeente, die het onderbracht bij een gemeentelijk woningbedrijf. 

De Rooms-katholieke woningbouwvereniging Sint Bavo die in 1915 werd opgericht, was een andere woningbouwvereniging die in Haarlem werd erkend. De gemeente presenteerde in 1919 een Algemeen Uitbreidingsplan, ontworpen door ir. L.C. Dumont. Hij werkte voor de gemeente Haarlem en had zich laten inspireren door Plan Zuid van architect H.P. Berlage. Het betrof vooral arbeiderswoningen die door de Haarlemse woningbouwverenigingen moesten worden gebouwd. Daarna werd een tweede katholieke woningbouwvereniging in Haarlem opgericht: Sint Jozef.

De indeling van de nieuwe woningen van de woningbouwverenigingen was bijna overal gelijk in de jaren 20: een woonkamer, een zeer klein eetkamertje en boven drie slaapkamers voor ouders, dochters en zonen, zodat onwenselijke toestanden op het gebied van de zedelijkheid niet meer hoefden voor te komen. Sint Jozef bouwde speciale woningen voor kinderrijke gezinnen op verzoek van de rooms-katholieke Bond voor Groote Gezinnen, met vier tot vijf slaapkamers en een badkamer. De grote gezinnen kwamen in katholieke kringen veel voor, maar dit was de eerste keer dat hierop werd ingespeeld.

### Woonmaatschappij Haarlemmermeer

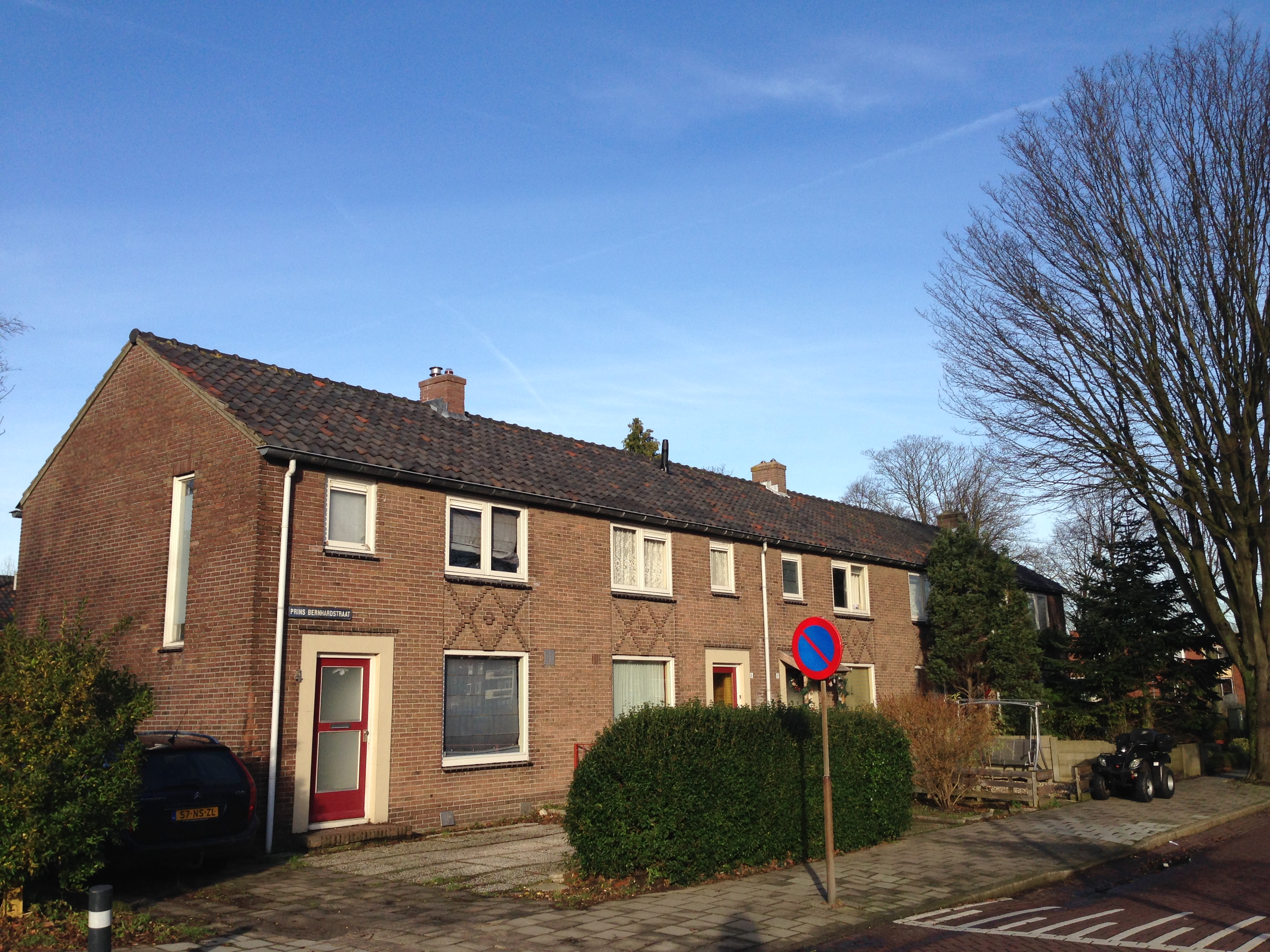
Naoorlogse sociale woningbouw in Hoofddorp

Stichting Woonmaatschappij Haarlemmermeer werd in 2002 de nieuwe naam voor Woonmaatschappij de Vaart in Hoofddorp die op 1 april 1996 was ontstaan bij de fusie van:
- Woningbouwvereniging Haarlemmermeer, die tot 1974 Rooms-Katholieke Woningbouwvereniging Sint Antonius van Padua heette (1910), en
- Woningstichting "Binnen de Ringvaart", die in 1989 was opgericht bij de privatisering van het Gemeentelijk Woningbedrijf Haarlemmermeer als woningbouwvereniging "Binnen de Ringvaart" en in 1995 werd omgezet in een stichting. Daarvoor gingen al twee woningbouwverenigingen op in dit gemeentelijk woningbedrijf:
  - de plaatselijke Bouwvereniging Patrimonium (protestants) (in 1927), en
  - de Algemene Coöperatieve Arbeidersbouwvereniging (in 1968).

Aan het begin van de twintigste eeuw had de nieuwe polder uit 1849 slechts een klein inwonertal. Het tekort aan woningen betrof destijds voornamelijk ambtenaren, bijvoorbeeld spoorwegpersoneel en onderwijzers. Omdat er arbeiders nodig waren om nieuwe polders in de buurt te ontginnen, werden er arbeiderswoningen gebouwd op het platteland in de Haarlemmermeer.

In de jaren tien van de 20e eeuw richtte elke zuil een eigen woningbouwvereniging op: de Algemene Coöperatieve Arbeidersbouwvereniging van de sociaaldemocraten, Patrimonium door de protestants-christelijken en Sint Antonius van Padua door de rooms-katholieken. Deze woningbouwverenigingen gingen nooit een grote rol spelen bij de sociale woningbouw in de Haarlemmermeer, want van het bouwen van woningen kwam weinig terecht. De gemeente gaf al direct aan dat zij de krachten voor sociale woningbouw liever gebundeld zag. De gemeente vreesde een wedloop tussen de verschillende woningbouwverenigingen, zoals zich in Haarlem al afspeelde. 

De gemeente stelde voor om in eigen beheer arbeiderswoningen te bouwen en deze over te dragen, maar de katholieken zagen dit niet zitten. In 1927 was het einde verhaal voor Patrimonium, die het kleine woningbestand overdroeg aan de gemeente. Daarna volgde nog een jarenlange strijd tussen Sint Antonius van Padua en de gemeente, die tot eind jaren zeventig weigerde bouwgrond uit te geven aan de vereniging. De katholieke woningbouwvereniging kon daarom tot 1979 slechts 67 woningen realiseren.

### Woonmaatschappij Amsterdam

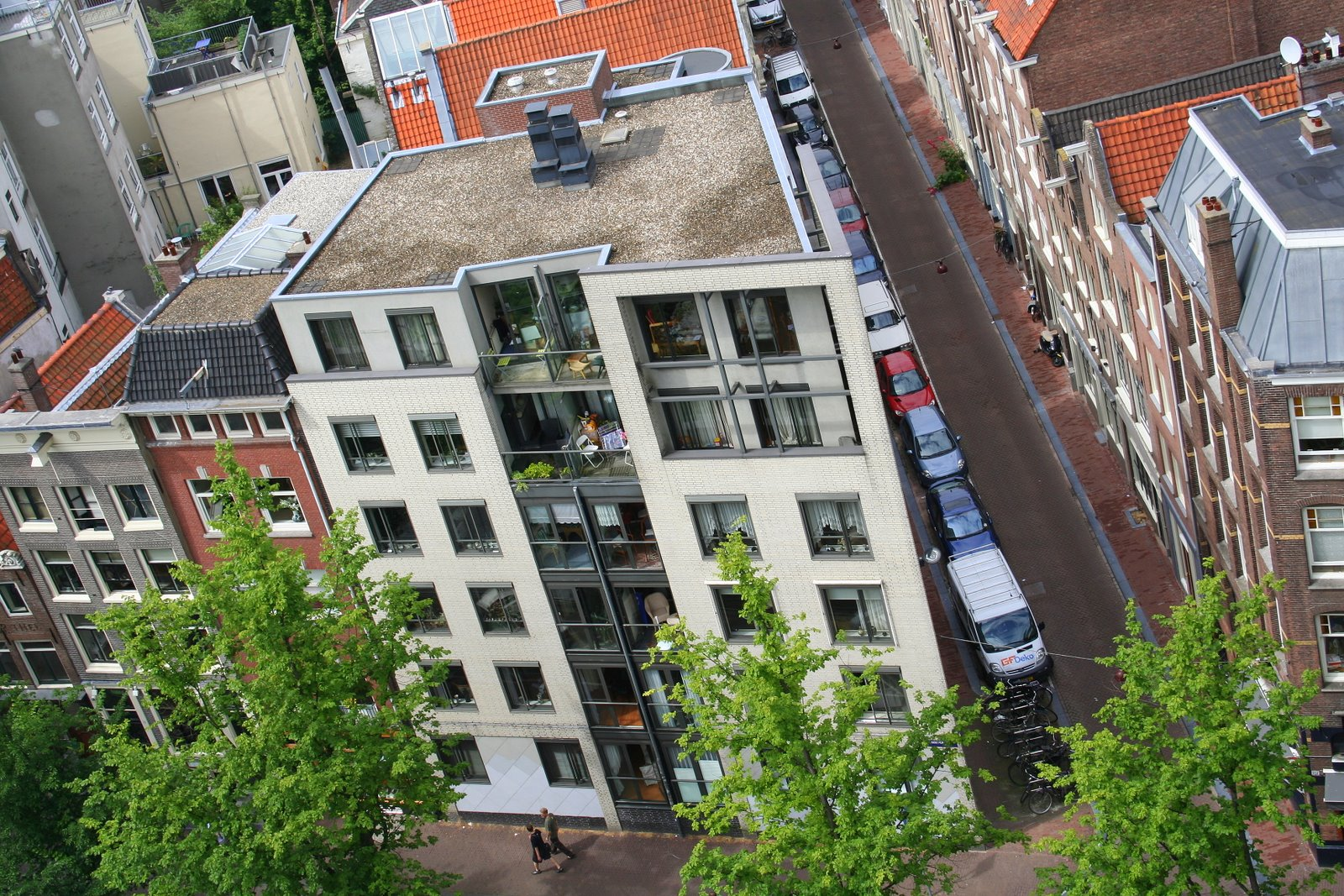
Seniorenhuisvesting in Amsterdam gebouwd door Zomers Buiten

Stichting Woonmaatschappij Amsterdam werd in 2005 de nieuwe naam van 'Stichting Woonmaatschappij Zomers Buiten', waarmee definitief afscheid werd genomen van de naam Zomers Buiten waarmee de woningcorporatie al sinds de oprichting van 1917 was getooid. In 2002 had men de statuten van woningbouwvereniging Zomers Buiten volledig omgezet, zodat het voortaan een woningstichting was. Nog maar sinds 2003 heette de woningcorporatie 'Stichting Woonmaatschappij Zomers Buiten'. Hiermee werd de nadere samenwerking met gelijknamige woningcorporaties in Haarlem en Haarlemmermeer onderstreept.
Woningbouwvereniging Zomers Buiten had nog geen eerdere fusiegeschiedenis, maar had in 1982 wel het vastgoedbezit gekocht van Libra International dat voorheen eigendom was geweest van N.V. Bouwonderneming ‘Jordaan' (anno 1895). De stichting had aan eind van haar zelfstandig bestaan circa 11.000 verhuureenheden (voornamelijk sociale-huurwoningen) in eigendom.

## Fusie met Ymere
Op 1 januari 2008 volgde de fusie met Ymere. De naam Ymere ontstond bij de fusie van Woningbedrijf Amsterdam (tot 1994 het Gemeentelijk Woningbedrijf Amsterdam) en Woningstichting Wonen voor Allen -WVA- (Almere), die op 1 januari 2004 samengingen. De nieuwe combinatie beheerde bij de fusie meer dan 82.000 verhuureenheden.
Op 1 januari 2011 sloot woningcorporatie Goed Wonen Noord-Kennemerland, officieel geheten Woningstichting Goed Wonen Koedijk Sint-Pancras, zich aan bij Ymere. Goed Wonen verhuurde ten tijde van het samengaan circa 1100 woningen in de gemeenten Alkmaar, Heerhugowaard en Langedijk.
Op 1 maart 2014 fuseerde Ymere met woningcorporatie De Woningbouw uit Weesp. De Woningbouw is in 2001 ontstaan uit een fusie van woningcorporaties Samen Bouwen, Ons Belang en de Algemene Weesper Woningbouwvereniging (AWWV). De Woningbouw bracht circa 4.100 huurwoningen in die het in bezit had in Weesp, Muiden en Muiderberg. De naam van de nieuwe corporatie bleef Ymere.